# 24 Heures de Daytona 2006
Navigation
Édition précédente Édition suivante
Les 24 Heures de Daytona 2006 (officiellement appelé le Rolex 24 at Daytona 2006), disputées sur les 28 janvier 2006 et 29 janvier 2006 sur le Daytona International Speedway sont la quarante-quatrième édition de cette épreuve, la quarantième sur un format de vingt-quatre heures, et la première manche des Rolex Sports Car Series 2006.

## Engagés
La liste officielle des engagés était composée de 67 voitures, dont 30 en Daytona Prototypes et 37 en Grand Touring.

## Course
Voici le classement provisoire au terme de la course,.
- Les vainqueurs de chaque catégorie sont signalés par un fond jauni.
- Pour la colonne Pneus, il faut passer le curseur au-dessus du modèle pour connaître le manufacturier de pneumatiques.

| Pos.   | Classe | N°                   | Écurie                                             | Pilotes                                                                            | Châssis                      | Pneus | Tours |
| Pos.   | Classe | N°                   | Écurie                                             | Pilotes                                                                            | Moteur                       | Pneus | Tours |
| ------ | ------ | -------------------- | -------------------------------------------------- | ---------------------------------------------------------------------------------- | ---------------------------- | ----- | ----- |
| 1      | DP     | 02                   | Target Chip Ganassi Racing avec Felix Sabates (en) | Scott Dixon Dan Wheldon Casey Mears                                                | Riley Mk XI                  | H     | 734   |
| 1      | DP     | 02                   | Target Chip Ganassi Racing avec Felix Sabates (en) | Scott Dixon Dan Wheldon Casey Mears                                                | Lexus 5.0 L V8               | H     | 734   |
| 2      | DP     | 60                   | Michael Shank Racing                               | Oswaldo Negri Jr. Mark Patterson A. J. Allmendinger Justin Wilson                  | Riley Mk XI                  | H     | 733   |
| 2      | DP     | 60                   | Michael Shank Racing                               | Oswaldo Negri Jr. Mark Patterson A. J. Allmendinger Justin Wilson                  | Lexus 5.0 L V8               | H     | 733   |
| 3      | DP     | 23                   | Alex Job Racing / Emory Motorsports                | Patrick Long Mike Rockenfeller Lucas Luhr                                          | Crawford DP03 (en)           | H     | 731   |
| 3      | DP     | 23                   | Alex Job Racing / Emory Motorsports                | Patrick Long Mike Rockenfeller Lucas Luhr                                          | Porsche 3.9 L Flat-6         | H     | 731   |
| 4      | DP     | 58                   | Red Bull / Brumos Porsche (en)                     | David Donohue Darren Law Sascha Maassen                                            | Fabcar FDSC/03               | H     | 730   |
| 4      | DP     | 58                   | Red Bull / Brumos Porsche (en)                     | David Donohue Darren Law Sascha Maassen                                            | Porsche 3.9 L Flat-6         | H     | 730   |
| 5      | DP     | 75                   | Krohn Racing                                       | Tracy Krohn Niclas Jönsson Jörg Bergmeister Colin Braun                            | Riley Mk XI                  | H     | 717   |
| 5      | DP     | 75                   | Krohn Racing                                       | Tracy Krohn Niclas Jönsson Jörg Bergmeister Colin Braun                            | Pontiac 5.0 L V8             | H     | 717   |
| 6      | DP     | 19                   | Playboy / Uniden Racing (en)                       | Memo Gidley Michael McDowell Alex Barron (en)                                      | Crawford DP03 (en)           | H     | 716   |
| 6      | DP     | 19                   | Playboy / Uniden Racing (en)                       | Memo Gidley Michael McDowell Alex Barron (en)                                      | Ford 5.0 L V8                | H     | 716   |
| 7      | DP     | 77                   | Feeds The Need/Doran Racing                        | Forest Barber (en) Terry Borcheller Michel Jourdain, Jr. Harrison Brix             | Doran JE4                    | H     | 703   |
| 7      | DP     | 77                   | Feeds The Need/Doran Racing                        | Forest Barber (en) Terry Borcheller Michel Jourdain, Jr. Harrison Brix             | Ford 5.0 L V8                | H     | 703   |
| 8      | DP     | 7                    | CITGO Racing by SAMAX (en)                         | Dario Franchitti Milka Duno Marino Franchitti Kevin McGarrity (en)                 | Riley Mk XI                  | H     | 695   |
| 8      | DP     | 7                    | CITGO Racing by SAMAX (en)                         | Dario Franchitti Milka Duno Marino Franchitti Kevin McGarrity (en)                 | Pontiac 5.0 L V8             | H     | 695   |
| 9      | GT     | 36                   | TPC Racing                                         | Randy Pobst (en) Spencer Pumpelly Michael Levitas Ian Baas (en)                    | Porsche 996 GT3 Cup          | H     | 691   |
| 9      | GT     | 36                   | TPC Racing                                         | Randy Pobst (en) Spencer Pumpelly Michael Levitas Ian Baas (en)                    | Porsche 3.6 L Flat-6         | H     | 691   |
| 10     | GT     | 65                   | TRG                                                | Andy Lally Marc Bunting Richard Valentine Johnny O'Connell                         | Pontiac GTO.R                | H     | 688   |
| 10     | GT     | 65                   | TRG                                                | Andy Lally Marc Bunting Richard Valentine Johnny O'Connell                         | Pontiac LS2 6.0 L V8         | H     | 688   |
| 11     | DP     | 28                   | Finlay Motorsports                                 | Michael Valiante Rob Finlay Bryan Herta Buddy Rice                                 | Crawford DP03 (en)           | H     | 684   |
| 11     | DP     | 28                   | Finlay Motorsports                                 | Michael Valiante Rob Finlay Bryan Herta Buddy Rice                                 | Ford 5.0 L V8                | H     | 684   |
| 12     | GT     | 82                   | Farnbacher Racing / Farnbacher Loles               | Dirk Werner Dieter Quester Philipp Peter Luca Riccitelli                           | Porsche 997 GT3 Cup          | H     | 683   |
| 12     | GT     | 82                   | Farnbacher Racing / Farnbacher Loles               | Dirk Werner Dieter Quester Philipp Peter Luca Riccitelli                           | Porsche 3.6 L Flat-6         | H     | 683   |
| 13     | GT     | 66                   | TRG                                                | Stéphane Ortelli Robert Nearn Cyrille Sauvage (en) Steve Johnson                   | Porsche 997 GT3 Cup          | H     | 678   |
| 13     | GT     | 66                   | TRG                                                | Stéphane Ortelli Robert Nearn Cyrille Sauvage (en) Steve Johnson                   | Porsche 3.6 L Flat-6         | H     | 678   |
| 14     | DP     | 16                   | Howard-Boss Motorsports (en)                       | Chris Dyson Rob Dyson (en) Oliver Gavin Guy Smith                                  | Crawford DP03 (en)           | H     | 675   |
| 14     | DP     | 16                   | Howard-Boss Motorsports (en)                       | Chris Dyson Rob Dyson (en) Oliver Gavin Guy Smith                                  | Pontiac 5.0 L V8             | H     | 675   |
| 15     | GT     | 83                   | Farnbacher Loles / Orbit Racing                    | Dominik Farnbacher Mike Fitzgerald Pierre Ehret Marc Basseng                       | Porsche 997 GT3 Cup          | H     | 671   |
| 15     | GT     | 83                   | Farnbacher Loles / Orbit Racing                    | Dominik Farnbacher Mike Fitzgerald Pierre Ehret Marc Basseng                       | Porsche 3.6 L Flat-6         | H     | 671   |
| 16     | GT     | 72                   | Tafel Racing                                       | Wolf Henzler Robin Liddell Johannes van Overbeek Graham Rahal                      | Porsche 997 GT3 Cup          | H     | 670   |
| 16     | GT     | 72                   | Tafel Racing                                       | Wolf Henzler Robin Liddell Johannes van Overbeek Graham Rahal                      | Porsche 3.6 L Flat-6         | H     | 670   |
| 17 DNF | DP     | 39                   | Cheever Racing (en)                                | Christian Fittipaldi Eddie Cheever Patrick Carpentier                              | Crawford DP03 (en)           | H     | 669   |
| 17 DNF | DP     | 39                   | Cheever Racing (en)                                | Christian Fittipaldi Eddie Cheever Patrick Carpentier                              | Lexus 5.0 L V8               | H     | 669   |
| 18     | GT     | 17                   | SAMAX (en)                                         | Johnny Mowlem Lance Arnold Bryan Sellers David Shep Jan Seyffarth (en)             | Porsche 997 GT3 Cup          | H     | 663   |
| 18     | GT     | 17                   | SAMAX (en)                                         | Johnny Mowlem Lance Arnold Bryan Sellers David Shep Jan Seyffarth (en)             | Porsche 3.6 L Flat-6         | H     | 663   |
| 19     | GT     | 00                   | TZ Motorsports                                     | Ron Zitza James Thompson Tim Lewis Jr. Kevin Wheeler                               | Porsche 996 GT3 Cup          | H     | 655   |
| 19     | GT     | 00                   | TZ Motorsports                                     | Ron Zitza James Thompson Tim Lewis Jr. Kevin Wheeler                               | Porsche 3.6 L Flat-6         | H     | 655   |
| 20     | GT     | 41                   | Team Sahlen                                        | Wayne Nonnamaker Joe Nonnamaker Will Nonnamaker Victor Gonzalez Jr. (en)           | Porsche 996 GT3 Cup          | H     | 653   |
| 20     | GT     | 41                   | Team Sahlen                                        | Wayne Nonnamaker Joe Nonnamaker Will Nonnamaker Victor Gonzalez Jr. (en)           | Porsche 3.6 L Flat-6         | H     | 653   |
| 21     | GT     | 22                   | Fiorano Racing                                     | Jean-François Dumoulin Nick Longhi Emil Assentato (en) Lonnie Pechnik Jep Thornton | Porsche 996 GT3 Cup          | H     | 651   |
| 21     | GT     | 22                   | Fiorano Racing                                     | Jean-François Dumoulin Nick Longhi Emil Assentato (en) Lonnie Pechnik Jep Thornton | Porsche 3.6 L Flat-6         | H     | 651   |
| 22     | DP     | 51                   | Cheever Racing (en)                                | Stefan Johansson Warren Hughes Thomas Erdos                                        | Crawford DP03 (en)           | H     | 645   |
| 22     | DP     | 51                   | Cheever Racing (en)                                | Stefan Johansson Warren Hughes Thomas Erdos                                        | Lexus 5.0 L V8               | H     | 645   |
| 23     | GT     | 93                   | TPC Racing                                         | Tony Ave (en) Rob Stewart Dave Stewart Bob Gilbert Gary Stewart                    | Porsche 996 GT3 Cup          | H     | 636   |
| 23     | GT     | 93                   | TPC Racing                                         | Tony Ave (en) Rob Stewart Dave Stewart Bob Gilbert Gary Stewart                    | Porsche 3.6 L Flat-6         | H     | 636   |
| 24     | DP     | 99                   | GAINSCO/Blackhawk Racing (en)                      | Alex Gurney Bob Stallings Jimmy Vasser Rocky Moran, Jr. (en)                       | Riley Mk XI                  | H     | 635   |
| 24     | DP     | 99                   | GAINSCO/Blackhawk Racing (en)                      | Alex Gurney Bob Stallings Jimmy Vasser Rocky Moran, Jr. (en)                       | Pontiac 5.0 L V8             | H     | 635   |
| 25     | GT     | 74                   | Tafel Racing                                       | Andrew Davis Charles Espenlaub Eric Lux Jim Tafel Michael Cawley                   | Porsche 997 GT3 Cup          | H     | 634   |
| 25     | GT     | 74                   | Tafel Racing                                       | Andrew Davis Charles Espenlaub Eric Lux Jim Tafel Michael Cawley                   | Porsche 3.6 L Flat-6         | H     | 634   |
| 26     | GT     | 64                   | TRG                                                | Paul Edwards Kelly Collins Andy Pilgrim Jan Magnussen                              | Pontiac GTO.R                | H     | 633   |
| 26     | GT     | 64                   | TRG                                                | Paul Edwards Kelly Collins Andy Pilgrim Jan Magnussen                              | Pontiac LS2 6.0 L V8         | H     | 633   |
| 27     | GT     | 67                   | TRG                                                | Patrick Flanagan Bohdan Kroczek Bill Keith Marc Bullock                            | Porsche 996 GT3 Cup          | H     | 625   |
| 27     | GT     | 67                   | TRG                                                | Patrick Flanagan Bohdan Kroczek Bill Keith Marc Bullock                            | Porsche 3.6 L Flat-6         | H     | 625   |
| 28     | GT     | 46                   | Michael Baughman Racing                            | Ray Mason Michael Baughman John Connolly Frank Del Vecchio Bryan Collyer           | Chevrolet Corvette C5        | H     | 623   |
| 28     | GT     | 46                   | Michael Baughman Racing                            | Ray Mason Michael Baughman John Connolly Frank Del Vecchio Bryan Collyer           | Chevrolet 7.0 L V8           | H     | 623   |
| 29     | DP     | 40                   | Derhaag Motorsports (en)                           | Ron Fellows Randy Ruhlman Chris Bingham (en) Justin Bell                           | Riley Mk XI                  | H     | 620   |
| 29     | DP     | 40                   | Derhaag Motorsports (en)                           | Ron Fellows Randy Ruhlman Chris Bingham (en) Justin Bell                           | Pontiac 5.0 L V8             | H     | 620   |
| 30     | DP     | 4                    | Howard-Boss Motorsports (en)                       | Andy Wallace Butch Leitzinger Tony Stewart                                         | Crawford DP03 (en)           | H     | 593   |
| 30     | DP     | 4                    | Howard-Boss Motorsports (en)                       | Andy Wallace Butch Leitzinger Tony Stewart                                         | Pontiac 5.0 L V8             | H     | 593   |
| 31     | GT     | 05                   | Sigalsport BMW                                     | Bill Auberlen Matthew Alhadeff Tommy Milner Justin Marks Gene Sigal                | BMW M3 E46                   | H     | 592   |
| 31     | GT     | 05                   | Sigalsport BMW                                     | Bill Auberlen Matthew Alhadeff Tommy Milner Justin Marks Gene Sigal                | BMW 3.2 L I6                 | H     | 592   |
| 32     | GT     | 81                   | Synergy Racing                                     | John Pew (en) Steve Marshall Hal Prewitt (en) Danny Marshall Ben McCrackin         | Porsche 996 GT3 Cup          | H     | 589   |
| 32     | GT     | 81                   | Synergy Racing                                     | John Pew (en) Steve Marshall Hal Prewitt (en) Danny Marshall Ben McCrackin         | Porsche 3.6 L Flat-6         | H     | 589   |
| 33     | GT     | 06                   | Banner Racing                                      | Tommy Archer Leighton Reese Russ Oasis Dino Crescentini                            | Chevrolet Corvette C6        | H     | 589   |
| 33     | GT     | 06                   | Banner Racing                                      | Tommy Archer Leighton Reese Russ Oasis Dino Crescentini                            | Chevrolet 7.0 L V8           | H     | 589   |
| 34 DNF | DP     | 5                    | Essex Racing                                       | Duncan Dayton Rick Knoop Brian DeVries Jim Matthews James Gue                      | Crawford DP03 (en)           | H     | 585   |
| 34 DNF | DP     | 5                    | Essex Racing                                       | Duncan Dayton Rick Knoop Brian DeVries Jim Matthews James Gue                      | Ford 5.0 L V8                | H     | 585   |
| 35 DNF | DP     | 09                   | Spirit of Daytona Racing                           | Bobby Labonte Doug Goad Harold Primat Larry Oberto                                 | Crawford DP03 (en)           | H     | 572   |
| 35 DNF | DP     | 09                   | Spirit of Daytona Racing                           | Bobby Labonte Doug Goad Harold Primat Larry Oberto                                 | Pontiac 5.0 L V8             | H     | 572   |
| 36 DNF | DP     | 59                   | Brumos Porsche (en)                                | J. C. France (en) João Barbosa Ted Christopher (en) Hurley Haywood                 | Fabcar FDSC/03               | H     | 559   |
| 36 DNF | DP     | 59                   | Brumos Porsche (en)                                | J. C. France (en) João Barbosa Ted Christopher (en) Hurley Haywood                 | Porsche 3.9 L Flat-6         | H     | 559   |
| 37     | GT     | 68                   | TRG                                                | Jim Pace Revere Greist Jim Lowe                                                    | Porsche 996 GT3 Cup          | H     | 555   |
| 37     | GT     | 68                   | TRG                                                | Jim Pace Revere Greist Jim Lowe                                                    | Porsche 3.6 L Flat-6         | H     | 555   |
| 38     | DP     | 3                    | Southard Motorsports                               | Shane Lewis Kris Szekeres Randy LaJoie Tony Burgess                                | Riely Mk XI                  | H     | 548   |
| 38     | DP     | 3                    | Southard Motorsports                               | Shane Lewis Kris Szekeres Randy LaJoie Tony Burgess                                | BMW 5.0 L V8                 | H     | 548   |
| 39 DNF | DP     | 01                   | CompUSA Chip Ganassi avec Felix Sabates (en)       | Scott Pruett Luis Díaz Max Papis                                                   | Riley Mk XI                  | H     | 510   |
| 39 DNF | DP     | 01                   | CompUSA Chip Ganassi avec Felix Sabates (en)       | Scott Pruett Luis Díaz Max Papis                                                   | Lexus 5.0 L V8               | H     | 510   |
| 40     | GT     | 87                   | Synergy Racing                                     | Dave Gaylord Wes Hill Ken Hill Will Diefenbach                                     | Porsche 997 GT3 Cup          | H     | 503   |
| 40     | GT     | 87                   | Synergy Racing                                     | Dave Gaylord Wes Hill Ken Hill Will Diefenbach                                     | Porsche 3.6 L Flat-6         | H     | 503   |
| 41     | GT     | 43                   | Team Sahlen                                        | Wes Allen Eddie Hennessy Jim Michaelian Manuel Matos Wayne Nonnamaker              | Porsche 996 GT3 Cup          | H     | 435   |
| 41     | GT     | 43                   | Team Sahlen                                        | Wes Allen Eddie Hennessy Jim Michaelian Manuel Matos Wayne Nonnamaker              | Porsche 3.6 L Flat-6         | H     | 435   |
| 42 DNF | DP     | 11                   | Tuttle Team Racing                                 | Brian Tuttle Kyle Petty Boris Said                                                 | Riley Mk XI                  | H     | 415   |
| 42 DNF | DP     | 11                   | Tuttle Team Racing                                 | Brian Tuttle Kyle Petty Boris Said                                                 | BMW 5.0 L V8                 | H     | 415   |
| 43 DNF | DP     | 84                   | Robinson Racing                                    | Wally Dallenbach Jr. George Robinson Paul Dallenbach Darin Brassfield (en)         | Riley Mk XI                  | H     | 413   |
| 43 DNF | DP     | 84                   | Robinson Racing                                    | Wally Dallenbach Jr. George Robinson Paul Dallenbach Darin Brassfield (en)         | Pontiac 5.0 L V8             | H     | 413   |
| 44 DNF | DP     | 89                   | Pacific Coast Motorsports                          | Ryan Dalziel Jon Fogarty Alex Figge (en) David Empringham                          | Riley Mk XI                  | H     | 301   |
| 44 DNF | DP     | 89                   | Pacific Coast Motorsports                          | Ryan Dalziel Jon Fogarty Alex Figge (en) David Empringham                          | Pontiac 5.0 L V8             | H     | 301   |
| 45     | GT     | 80                   | Synergy Racing                                     | David Murry Leh Keen Craig Stanton (en) Xavier Pompidou                            | Porsche 996 GT3 Cup          | H     | 299   |
| 45     | GT     | 80                   | Synergy Racing                                     | David Murry Leh Keen Craig Stanton (en) Xavier Pompidou                            | Porsche 3.6 L Flat-6         | H     | 299   |
| 46 DNF | GT     | 69                   | TRG                                                | Josh Vargo Jake Vargo Mark Herrington Brady Refenning                              | Porsche 996 GT3 Cup          | H     | 287   |
| 46 DNF | GT     | 69                   | TRG                                                | Josh Vargo Jake Vargo Mark Herrington Brady Refenning                              | Porsche 3.6 L Flat-6         | H     | 287   |
| 47 DNF | GT     | 70                   | SpeedSource                                        | Sylvain Tremblay David Haskell Jeff Altenburg (en) Nick Ham                        | Mazda RX-8                   | H     | 284   |
| 47 DNF | GT     | 70                   | SpeedSource                                        | Sylvain Tremblay David Haskell Jeff Altenburg (en) Nick Ham                        | Mazda 1.3 L RENESIS (en)     | H     | 284   |
| 48 DNF | GT     | 71                   | SAMAX (en) / Doncaster Racing                      | David Lacey Brent Martini Greg Wilkins Mark Wilkins (en) Johnny Mowlem             | Porsche 997 GT3 Cup          | H     | 278   |
| 48 DNF | GT     | 71                   | SAMAX (en) / Doncaster Racing                      | David Lacey Brent Martini Greg Wilkins Mark Wilkins (en) Johnny Mowlem             | Porsche 3.6 L Flat-6         | H     | 278   |
| 49 DNF | GT     | 57                   | Stevenson Motorsports                              | Vic Rice Tommy Riggins John Stevenson Spencer Trenery Dominic Cicero II            | Chevrolet Corvette C6        | H     | 278   |
| 49 DNF | GT     | 57                   | Stevenson Motorsports                              | Vic Rice Tommy Riggins John Stevenson Spencer Trenery Dominic Cicero II            | Chevrolet 7.0 L V8           | H     | 278   |
| 50 DNF | DP     | 2                    | Howard-Boss Motorsports (en)                       | Jan Lammers Danica Patrick Allan McNish Rusty Wallace                              | Crawford DP03 (en)           | H     | 273   |
| 50 DNF | DP     | 2                    | Howard-Boss Motorsports (en)                       | Jan Lammers Danica Patrick Allan McNish Rusty Wallace                              | Pontiac 5.0 L V8             | H     | 273   |
| 51 DNF | DP     | 8                    | Synergy Racing                                     | Brian Frisselle Burt Frisselle Clint Field Patrick Huisman                         | Doran JE4                    | H     | 206   |
| 51 DNF | DP     | 8                    | Synergy Racing                                     | Brian Frisselle Burt Frisselle Clint Field Patrick Huisman                         | Porsche 3.9 L Flat-6         | H     | 206   |
| 52 DNF | DP     | 12                   | Lowe's Fernández Racing                            | Adrian Fernández Mário Haberfeld (en) Scott Sharp                                  | Riley Mk XI                  | H     | 187   |
| 52 DNF | DP     | 12                   | Lowe's Fernández Racing                            | Adrian Fernández Mário Haberfeld (en) Scott Sharp                                  | Pontiac 5.0 L V8             | H     | 187   |
| 53 DNF | GT     | 48                   | WTF Engineering                                    | Toni Seiler Robert Dubler Hans Hauser Michael DeFontes Kurt Thiel                  | Chevrolet Corvette C5        | H     | 174   |
| 53 DNF | GT     | 48                   | WTF Engineering                                    | Toni Seiler Robert Dubler Hans Hauser Michael DeFontes Kurt Thiel                  | Chevrolet 7.0 L V8           | H     | 174   |
| 54 DNF | DP     | 6                    | Graydon Elliott Fusion Racing avec MSR             | Paul Tracy Paul Mears, Jr. Mike Borkowski (en) Ken Wilden                          | Riley Mk XI                  | H     | 168   |
| 54 DNF | DP     | 6                    | Graydon Elliott Fusion Racing avec MSR             | Paul Tracy Paul Mears, Jr. Mike Borkowski (en) Ken Wilden                          | Lexus 5.0 L V8               | H     | 168   |
| 55 DNF | GT     | 21                   | Matt Connolly Motorsports                          | Gerald Van Uitert Matt Connolly Carlos de Quesada Rick Sutherland Tom Sutherland   | BMW M3 E46                   | H     | 159   |
| 55 DNF | GT     | 21                   | Matt Connolly Motorsports                          | Gerald Van Uitert Matt Connolly Carlos de Quesada Rick Sutherland Tom Sutherland   | BMW 3.2 L I6                 | H     | 159   |
| 56 DNF | DP     | 78                   | Doran Racing                                       | B. J. Zacharias Sébastien Bourdais Raul Boesel                                     | Doran JE4                    | H     | 156   |
| 56 DNF | DP     | 78                   | Ford 5.0 L V8                                      | B. J. Zacharias Sébastien Bourdais Raul Boesel                                     |                              | H     | 156   |
| 57 DNF | DP     | 10                   | SunTrust Racing                                    | Wayne Taylor Emmanuel Collard Max Angelelli Ryan Briscoe                           | Riley Mk XI                  | H     | 123   |
| 57 DNF | DP     | 10                   | SunTrust Racing                                    | Wayne Taylor Emmanuel Collard Max Angelelli Ryan Briscoe                           | Pontiac 5.0 L V8             | H     | 123   |
| 58 DNF | GT     | 52                   | Mastercar                                          | Constantino Bertuzzi Luis Monzón Bo McCormick Philipp Baron                        | Ferrari 360 Modena Challenge | H     | 118   |
| 58 DNF | GT     | 52                   | Mastercar                                          | Constantino Bertuzzi Luis Monzón Bo McCormick Philipp Baron                        | Ferrari 3.6 L V8             | H     | 118   |
| 59 DNF | GT     | 15                   | Autometrics Motorsports                            | Cory Friedman Patrick Small Mac McGehee Bill Martin Tony Herring                   | Porsche 996 GT3 Cup          | H     | 104   |
| 59 DNF | GT     | Porsche 3.6 L Flat-6 | Autometrics Motorsports                            | Cory Friedman Patrick Small Mac McGehee Bill Martin Tony Herring                   |                              | H     | 104   |
| 60 DNF | GT     | 55                   | ASC Motorsports                                    | Zach Arnold John Miller Eric Koselke Jay Poscente Mark Montgomery                  | Chevrolet Corvette C6        | H     | 103   |
| 60 DNF | GT     | 55                   | ASC Motorsports                                    | Zach Arnold John Miller Eric Koselke Jay Poscente Mark Montgomery                  | Chevrolet 7.0 L V8           | H     | 103   |
| 61 DNF | GT     | 24                   | Matt Connolly Motorsports                          | Brian O'Shaughnessy Bill Cotter Tom Malloy Jacob Shalit Billy Johnson (en)         | BMW M3 E46                   | H     | 101   |
| 61 DNF | GT     | 24                   | Matt Connolly Motorsports                          | Brian O'Shaughnessy Bill Cotter Tom Malloy Jacob Shalit Billy Johnson (en)         | BMW 3.2 L I6                 | H     | 101   |
| 62 DNF | GT     | 63                   | Team Spencer Motorsports                           | Dennis Spencer Scott Spencer Roger Mandeville Rich Grupp Gary Drummond             | Mazda RX-8                   | H     | 101   |
| 62 DNF | GT     | 63                   | Team Spencer Motorsports                           | Dennis Spencer Scott Spencer Roger Mandeville Rich Grupp Gary Drummond             | Mazda 1.3 L RENESIS (en)     | H     | 101   |
| 63 DNF | GT     | 08                   | Goldin Brothers Racing                             | Steve Goldin Keith Goldin Scott Finlay Scott Richards Kurt Thiel                   | Mazda RX-8                   | H     | 48    |
| 63 DNF | GT     | 08                   | Goldin Brothers Racing                             | Steve Goldin Keith Goldin Scott Finlay Scott Richards Kurt Thiel                   | Mazda 1.3 L RENESIS (en)     | H     | 48    |
| 64 DNF | GT     | 04                   | Sigalsport BMW                                     | Gene Sigal Peter MacLeod Miroslav Konôpka Blake Rosser                             | BMW M3 E46                   | H     | 34    |
| 64 DNF | GT     | 04                   | Sigalsport BMW                                     | Gene Sigal Peter MacLeod Miroslav Konôpka Blake Rosser                             | BMW 3.2 L I6                 | H     | 34    |
| 65 DNF | GT     | 86                   | Synergy Racing                                     | Don Kitch Chris Pennington Don Gagne Chris Pallis                                  | Porsche 997 GT3 Cup          | H     | 17    |
| 65 DNF | GT     | 86                   | Synergy Racing                                     | Don Kitch Chris Pennington Don Gagne Chris Pallis                                  | Porsche 3.6 L Flat-6         | H     | 17    |
| 66 DNF | DP     | 50                   | Blackforest Motorsports                            | Henry Zogaib Ian James Tom Nastasi Chris Gleason                                   | Crawford DP03 (en)           | H     | 5     |
| 66 DNF | DP     | 50                   | Blackforest Motorsports                            | Henry Zogaib Ian James Tom Nastasi Chris Gleason                                   | Ford 5.0 L V8                | H     | 5     |

## Statistiques
- Pole Position - #23 Alex Job Racing/Emory Motorsports - 1:44.009
- Record du tour - #23 Alex Job Racing/Emory Motorsports - 1:44.299
- Distance - 4 205,820 km
- Vitesse moyenne - 175.139 km/h